# Clarence Gaines
Clarence E. „Big House“ Gaines (* 21. Mai 1923 in Paducah, Kentucky; † 18. April 2005 in Winston-Salem, North Carolina) war ein US-amerikanischer College-Basketballtrainer.
Als der Trainer der Winston-Salem State University gewann er zwischen 1946 und 1983 828 Spiele, womit er im College-Basketball nur von Dean Smith, Adolph Rupp, Bobby Knight und Jim Phelan überboten wird. Zu seinen früheren Spielern zählt der bekannte ehemalige NBA-Spieler Earl Monroe. Am 3. Mai 1982 wurde Gaines in die Naismith Memorial Basketball Hall of Fame aufgenommen.